# Municipio de Spring Creek (condado de Tama)
El municipio de Spring Creek (en inglés: Spring Creek Township) es un municipio ubicado en el condado de Tama en el estado estadounidense de Iowa. En el año 2010 tenía una población de 1305 habitantes y una densidad poblacional de 14,06 personas por km².

## Geografía
El municipio de Spring Creek se encuentra ubicado en las coordenadas 42°10′27″N 92°43′6″O / 42.17417, -92.71833. Según la Oficina del Censo de los Estados Unidos, el municipio tiene una superficie total de 92.8 km², de la cual 92,38 km² corresponden a tierra firme y (0,45 %) 0,42 km² es agua.

## Demografía
Según el censo de 2010, había 1305 personas residiendo en el municipio de Spring Creek. La densidad de población era de 14,06 hab./km². De los 1305 habitantes, el municipio de Spring Creek estaba compuesto por el 98,62 % blancos, el 0,08 % eran afroamericanos, el 0,08 % eran amerindios, el 0,77 % eran de otras razas y el 0,46 % eran de una mezcla de razas. Del total de la población el 1,69 % eran hispanos o latinos de cualquier raza.